# Aimé De Gendt
Aimé De Gendt (Denderhoutem, 17 juni 1994) is een Belgisch wielrenner die anno 2024 rijdt voor Cofidis.

## Carrière
In 2012 werd De Gendt nationaal kampioen tijdrijden bij de junioren door Dries Van Gestel en Tiesj Benoot naar de dichtste ereplaatsen te verwijzen. Drie jaar later waren enkel Ruben Pols en Nathan Van Hooydonck sneller in de beloftentijdrit.
In 2016 werd De Gendt prof bij Topsport Vlaanderen-Baloise. Zijn debuut voor de ploeg maakte hij in de Ster van Bessèges, waar plek 109 in de laatste etappe zijn beste klassering was. Later dat jaar won hij het bergklassement van de Ronde van Denemarken en werd hij onder meer vijftiende in Parijs-Bourges.

## Overwinningen
2011
2e en 3e etappe (ploegentijdrit) Sint-Martinusprijs Kontich
Eindklassement Sint-Martinusprijs Kontich
2012
 Belgisch kampioen tijdrijden, Junioren
Omloop der Vlaamse Gewesten
2013
 Belgisch kampioen ploegenachtervolging, Elite
2015
1e etappe Tour du Piémont Vosgien
Eindklassement Tour du Piémont Vosgien
2016
Bergklassement Ronde van Denemarken
2019
Antwerp Port Epic

## Resultaten in voornaamste wedstrijden
| Jaar | Ronde van Italië | Ronde van Frankrijk | Ronde van Spanje |
| ---- | ---------------- | ------------------- | ---------------- |
| 2016 |                  |                     |                  |
| 2017 |                  |                     |                  |
| 2018 |                  |                     |                  |
| 2019 |                  | 136e                |                  |
| 2020 |                  |                     |                  |
| 2021 |                  |                     |                  |
| 2022 | 105e             |                     |                  |
| 2023 |                  |                     |                  |
| 2024 |                  |                     |                  |
| 2025 |                  |                     |                  |

| Jaar | Milaan-San Remo | Gent-Wevelgem | Ronde van Vlaanderen | Parijs-Roubaix | Amstel Gold Race | Luik-Bast.‑Luik | Le Samyn | Parijs-Tours | Bretagne Classic |  | Wereldranglijsten |
| ---- | --------------- | ------------- | -------------------- | -------------- | ---------------- | --------------- | -------- | ------------ | ---------------- |  | ----------------- |
| 2016 |                 |               |                      |                |                  |                 |          | 116e         |                  |  |                   |
| 2017 |                 |               |                      |                | 122e             | 150e            | opgave   | 66e          |                  |  |                   |
| 2018 |                 |               | opgave               |                |                  |                 |          |              |                  |  | 271e (UWR)        |
| 2019 |                 | opgave        | 37e                  |                |                  |                 | ↑        | 6e           |                  |  | 153e (UWR)        |
| 2020 | 21e             |               |                      |                |                  |                 | ↑        | 53e          | 4e               |  |                   |
| 2021 | 47e             | 30e           | 34e                  | opgave         | opgave           |                 | 27e      | 69e          |                  |  |                   |
| 2022 |                 | 52e           | 27e                  |                | 70e              |                 | 35e      |              |                  |  |                   |
| 2023 | 93e             |               | opgave               |                |                  |                 |          | 40e          | 23e              |  |                   |
| 2024 |                 | opgave        | opgave               | 104e           |                  |                 |          | 23e          |                  |  |                   |
| 2025 |                 | 26e           | 28e                  | opgave         |                  |                 |          |              |                  |  |                   |

## Ploegen
- 2016 –  Topsport Vlaanderen-Baloise
- 2017 –  Sport Vlaanderen-Baloise
- 2018 –  Sport Vlaanderen-Baloise
- 2019 –  Wanty-Groupe Gobert
- 2020 –  Circus-Wanty-Gobert
- 2021 –  Intermarché-Wanty-Gobert Matériaux
- 2022 –  Intermarché-Wanty-Gobert Matériaux
- 2023 –  Intermarché-Circus-Wanty
- 2024 –  Cofidis
- 2025 –  Cofidis

Allegaert · Capiot · De Gendt · De Ketele · De Pauw · De Vylder · Declercq · Deltombe · Farazijn · Lietaer · Noppe · Planckaert · Pols · Rickaert · Salomein · Sprengers · Steels · Van Gestel · Van Hecke · Van Lerberghe · Van Rooy · Wallays
Allegaert · Capiot · De Gendt · De Ketele · De Pauw · De Vylder · Declercq · Deltombe · Farazijn · Ghys · Menten · Noppe · Ed. Planckaert · Em. Planckaert · Rickaert · Sprengers · Van Gestel · Van Gompel · Van Hecke · Van Rooy · Verwilst · Warlop
Bakelants · Bellicaud · De Gendt · De Plus · De Winter · Delacroix · Devriendt · Eiking · Evans · Hermans · Hirt · van der Hoorn · van Kessel · Koch · Kreder · Lammertink · Meintjes · Minali · Pasqualon · Petilli · Planckaert · B. van Poppel · D. van Poppel · Rota · Taaramäe · Van Melsen · Vanspeybrouck · Vliegen · Zimmermann · Girmay (stagiair) · Daemen (stagiair) · De Pooter (stagiair) · Jarnet (stagiair)
Bakelants · Bystrøm · Claeys · De Gendt · Delacroix · Devriendt · Girmay · Goossens · Hermans · Hirt · Huys · Johansen · Kristoff · Meintjes · Page · Pasqualon · Peák · Petilli · Petit · Planckaert ·  Pozzovivo(vanaf 14/2) · Rota · Taaramäe · Thijssen · van der Hoorn · van Kessel · Van Melsen · van Poppel · Vliegen · Zimmermann · De Pooter (stagiair) · Mihkels (stagiair)
Bonifazio · Bystrøm · Calmejane · Costa · De Gendt · De Pooter · Girmay · Goossens · Herregodts · Huys · Johansen · Marit · Meintjes · Mihkels · Page · Paquot · Petilli · Petit · Planckaert · Rex · Rota · Smith · Taaramäe · Teunissen · Thijssen · van der Hoorn · van Poppel · Vliegen · Zimmermann
Allegaert · Aniołkowski · Champion · Coquard · De Gendt · Debeaumarché · Elissonde · Fernández · Finé · Fretin · Geschke · Gougeard · Hermans · Herrada · G. Izagirre · J. Izagirre · Knight · Lastra · Mahoudo · Mariault · Martin · Noppe · Oldani · Perez · Renard · Robeet · Thomas · Toumire · Wood · Zingle · Coppens (stagiair) · Gruszczynski (stagiair) · Larmet (stagiair)
Allegaert · Aniołkowski · Aranburu · Buchmann · Carr · Coquard · De Gendt · Debeaumarché · Ferron · Finé · Fretin · Herrada · Izagirre · Izquierdo · Knight · Lastra · Maas · Mahoudo · Maisonobe · Moniquet · Oldani · Ourselin · Perez · Renard · Robeet · Samitier · Teuns · Thomas · Toumire · Touzé